# Euler-Zahl
Die Euler-Zahl (Formelzeichen: {\displaystyle {\mathit {Eu}}}; nach Leonhard Euler) ist in der Strömungslehre eine dimensionslose Kennzahl der Ähnlichkeitstheorie. Sie gibt das Verhältnis der Druckdifferenz zur kinetischer Energie an. Das gleiche Verhältnis wird mit einem zusätzlichen Faktor von zwei als Druckbeiwert oder -koeffizient und im Zusammenhang mit Kavitation wird als Kavitationszahl bezeichnet. Die Euler-Zahl ist definiert als:
{\displaystyle {\mathit {Eu}}={\frac {\Delta p\cdot \delta V}{\delta m\cdot v^{2}}}={\frac {\Delta p}{\rho \,v^{2}}}}
Dabei ist 
{\displaystyle \Delta p} die Druckdifferenz, 
{\displaystyle \delta V} das Volumen eines kleine Teilbereiches des strömenden Fluids, 
{\displaystyle \delta m} die Masse dieses kleinen Teilbereiches, 
{\displaystyle \rho =\delta m/\delta V} die Dichte des Fluids und 
{\displaystyle v} die Strömungsgeschwindigkeit.